# Edward Iwo Zieliński
Edward Iwo Zieliński OFMConv (ur. 6 września 1939 w Kamionce, zm. 20 lipca 2010 w Gdańsku) – polski duchowny katolicki, franciszkanin, historyk filozofii, profesor Katolickiego Uniwersytetu Lubelskiego, badacz filozofii średniowiecznej, skotysta.
Do Zakonu Franciszkanów konwentualnych prowincji warszawskiej Niepokalanego Poczęcia Najświętszej Maryi Panny wstąpił w 1955 roku. Studia filozoficzno-teologiczne odbywał w Wyższym Seminarium Duchownym OO. Franciszkanów najpierw w Łodzi, a następnie w Krakowie. 4 lipca 1964 przyjął święcenia kapłańskie, po których przełożeni skierowali go na studia filozoficzne na Katolickim Uniwersytecie Lubelskim; w 1976 uzyskał tam stopień doktora, a w 1988 doktora habilitowanego. W 2004 roku otrzymał tytuł profesora nauk humanistycznych. W latach 1998–2009 kierował Katedrą Historii Filozofii Starożytnej i Średniowiecznej, a od 2009 roku Katedrą Wiedzy o Kulturze Średniowiecznej. W latach 1990–93 był kierownikiem Sekcji Filozofii Teoretycznej Wydziału Filozofii. W latach 1978–2001 wykładał Wyższym Seminarium Duchownym OO. Franciszkanów w Łodzi-Łagiewnikach. Pełnił również funkcję kustosza kapitulnego Prowincji św. Maksymiliana OFMConv (lata 1989-1996).
Był wybitnym znawcą myśli bł. Jana Dunsa Szkota, autorem cennych prac na jego temat. Był także członkiem czynnym Towarzystwa Naukowego KUL, Polskiego Towarzystwa Tomasza z Akwinu oraz Societas Internationalis Scotistica.